# カイラー・ヤマモト
カイラー・ヤマモト（英語: Kailer Yamamoto、1998年9月29日 - ）は、アメリカ合衆国ワシントン州スポケーン出身のプロアイスホッケー選手。ポジションはライト・ウィング。ナショナルホッケーリーグ(NHL)のユタ・ホッケークラブに所属。

## 経歴

### アマチュア時代
アメリカ合衆国西部ティア１・エリート・リーグのロサンゼルス・ジュニア・キングスに所属していた2013-14シーズンは34試合に出場し、40ポイントを記録。同年にウエスタン・ホッケー・リーグからドラフト指名を受けた。ウェスタン・ホッケーリーグ・ドラフトでは、生まれ故郷のスポケーンに本拠地を置くスポケーン・チーフスから全体の10番目で指名を受けた  。チーフスでのルーキーシーズンとなった2014-15シーズンは、68試合に出場し、57ポイントを記録した 。 

### プロ入り後
2017年6月23日に行われたNHLドラフト1巡目(全体22位)でエドモントン・オイラーズから指名された 。
2017-18シーズンのオイラーズの開幕ロスター入りを果たすと、2017年10月4日のカルガリー・フレームス戦で初出場、NHLデビューを果たす。この試合でアシストを記録して初ポイントを挙げたが、このシーズンは9試合のみの出場に留まった。
2018-19シーズンも開幕ロスター入りを果たした 。2018年10月18日の対ボストン・ブルーインズ戦でNHLでの初ゴールを記録した。 
2022-23シーズン終了後、デトロイト・レッドウィングスへのトレード移籍、ウェーバー公示を経てフリーエージェントとなり、シアトル・クラーケンとの1年契約にサインした。2023-24シーズンは59試合に出場したが16ポイントという成績に終わり、契約満了に伴い退団した。 
2024-25シーズン開幕前にNHLの新チームであるユタ・ホッケークラブのトライアウトに参加。プレシーズンゲームでの活躍が評価され、2024年10月6日に同チームと1年契約に合意した。 

## アメリカ合衆国代表
2016年にノースダコタ州で開催されたU18世界選手権にアメリカ合衆国代表として出場。7試合で13ポイントを記録。代表は銅メダルを獲得した 。2018年のU20世界ジュニア選手権にも出場し、銅メダルを獲得している。 

## 人物
カイラーの父方の祖父は日本人で、カイラー自身は日系五世 。2歳年上の兄・キアヌもアイスホッケー選手で、マギル大学卒業後 はECHLのラピッドシティ・ラッシュでプレーしていた。2024年にスコットランドのダンディー・スターズ（英国エリート・アイスホッケー・リーグ）に移籍。